# Банбери, Селина
Селина Банбери (в ряде источников Салина Бэнбери; англ. Selina Bunbury; 1802[…], Castlebellingham, Ленстер — 1882[…], Челтнем, Глостершир) — английская писательница и путешественница.

## Биография
Селина Банбери родилась в доме приходского священника Килсаран недалеко от Каслеллингема в графстве Лаут. Она была одной из пятнадцати детей протестантского священника, преподобного Генри Банбери. Семья Банбери переехала в Дублин в 1819 году, а около 1830 года — в Ливерпуль.
Банбери была очень плодовитым автором и написала почти сто томов художественной и научной литературы для юных читателей и широкой публики, начиная с «Посещения моего места рождения» (1821). В её работах был «сильный прозелитизм и моральный компонент». «Мисс Банбери — опытная, наблюдательная и разборчивая путешественница, — прокомментировал рецензент 1853 года, — с одним недостатком, который мы можем обнаружить, — жестоким трактарианским оттенком, который, однако, не делает её книгу менее забавной».
С. Банберри путешествовала из Стокгольма в Рим в 1847 и 1848 годах, став непосредственным свидетелем ряда революций и потрясений в Европе, о чём она и поведала читателям в своих произведениях.
Селина Банбери умерла в 1882 году в городе Челтнеме в английском графстве Глостершир.
Некоторые из ее книг продолжали публиковаться еще долгое время после ее смерти, в том числе американские издания «Фанни, цветочница, или Честное вознаграждение» (1911).